# Рудовский район
Рудовский район — административно-территориальная единица в составе Воронежской и Тамбовской областей, существовавшая в 1935—1959 годах. Центр — село Рудовка.
Рудовский район был образован в составе Воронежской области 18 января 1935 года. В его состав вошли Анненский, Бадино-Угловский, Больше-Шереметьевский, Вышенский, Глуховский, Дмитриевский, Красивский, Липовский, Осино-Гаевский, Питимский, Рудовский и Софьинский сельсоветы Пичаевского района.
27 сентября 1937 года Рудовский район был передан в Тамбовскую область.
30 октября 1959 года Рудовский район был расформирован, и его территория передана в Пичаевский, Гавриловский и Бондарский районы.